# 聖胡安德盧里甘喬區

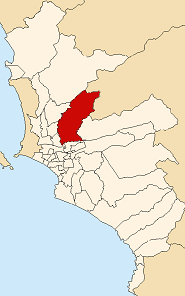

12°2′S 77°1′W / 12.033°S 77.017°W
聖胡安德盧里甘喬區（西班牙語：Distrito de San Juan de Lurigancho），是秘魯的一個區，位於該國西部利馬大區的利馬省，始建於1967年1月13日，面積131.25平方公里，海拔高度220米，2008年人口1,106,453，人口密度每平方公里8,400人。